# الغواصة الألمانية يو-426
غواصة يو-426 غواصة يو بوت ألمانية من غواصة الفئة السابعة سي بنيت لسلاح بحرية ألمانيا النازية كريغسمارينه، في أحواض فيرفت دانزيغ خلال الحرب العالمية الثانية.